# Primeiro-ministro da China
O Premier (ou Premiê) do Conselho de Estado da República Popular da China (Chinês simplificado: 中华人民共和国国务院总理; Chinês tradicional: 中華人民共和國國務院總理; Pinyin: Zhōnghuá Rénmín Gònghéguó Guówùyuàn Zŏnglĭ), normalmente referido como Primeiro-Ministro em Portugal e menos comumente no Brasil, é o líder do Conselho de Estado da República Popular da China (Governo Popular Central da República Popular da China, depois de 1954), sendo, por isso, o chefe de governo, ocupando também o mais alto cargo (nível 1) da função pública da República Popular da China. A posição era originalmente chamada Premier do Conselho de Administração Governamental do Governo Popular Central (Chinês: 中央人民政府政务院总理) e mudou para o nome atual em 1954. O primeiro-ministro é formalmente aprovado pela Assembleia Popular Nacional após uma aparente nomeação por parte do Presidente. Na prática, o candidato é recomendado pelo Politburo do Partido Comunista da China (PCC). Quer o presidente, quer o premier são selecionados para mandatos de cinco anos. Desde sempre, o premier tem sido membro do poderoso Comité Permanente do Politburo do Comité Central do Partido Comunista da China.
O atual primeiro-ministro é Li Qiang, desde 11 de março de 2023.

## Poderes e responsabilidades
O primeiro-ministro ocupa o cargo mais alto da administração do Governo da República Popular da China. O primeiro-ministro é responsável por organizar e administrar a burocracia civil chinesa. Isto inclui supervisionar os vários ministérios, departamentos, comissões e agências estatais e anunciar as candidaturas à Assembleia Nacional Popular para vice-primeiros-ministros, conselheiros de estado e gabinetes ministeriais. Aparentemente, o primeiro-ministro não tem autoridade sobre o Exército de Libertação Popular, mas constitui-se como Chefe do Comité de Mobilização da Defesa Nacional da China, o departamento da distribuição de forças armadas. Recentemente, tem havido uma divisão de responsabilidades entre o primeiro-ministro e secretário-geral do PCC. Enquanto o primeiro-ministro é responsável pelos pormenores técnicos da implementação da política governamental enquanto que o secretário-geral congrega o apoio político necessário para a política governamental.
Em 1989, o na altura primeiro-ministro Li Peng, em cooperação com o na altura presidente da Comissão Militar Central Deng Xiaoping, conseguiu utilizar a posição de primeiro-ministro para declarar a lei marcial em Pequim e ordenar a repressão militar do protesto na Praça da Paz Celestial em 1989.
Desde a reforma de Deng Xiaoping em 1983, o primeiro-ministro é apoiado por quatro vice-primeiros-ministros.

## Lista de premiês

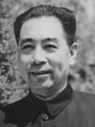
1ª — Zhou Enlai (mandato: 1949–1976)
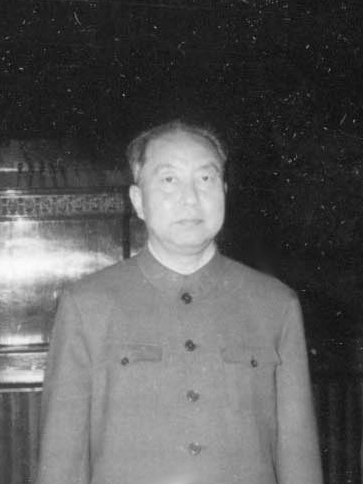
2ª — Hua Guofeng (mandato: 1976–1980)
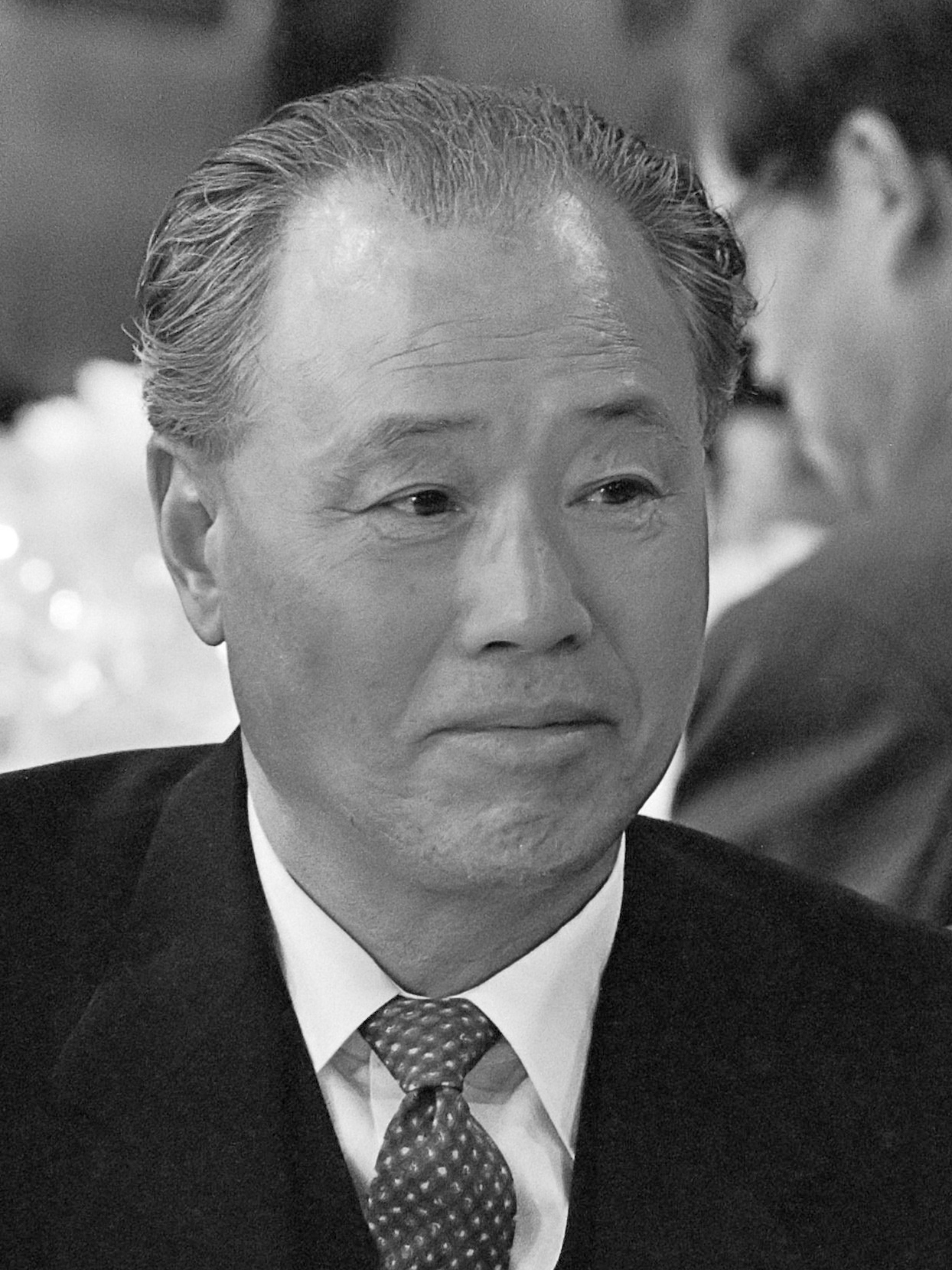
3ª — Zhao Ziyang (mandato: 1980–1988)
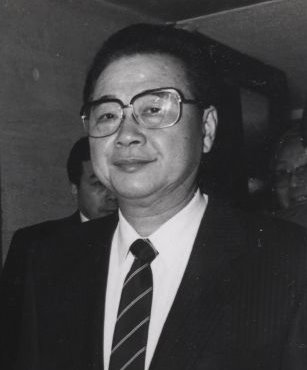
4ª — Li Peng (mandato: 1988–1998)
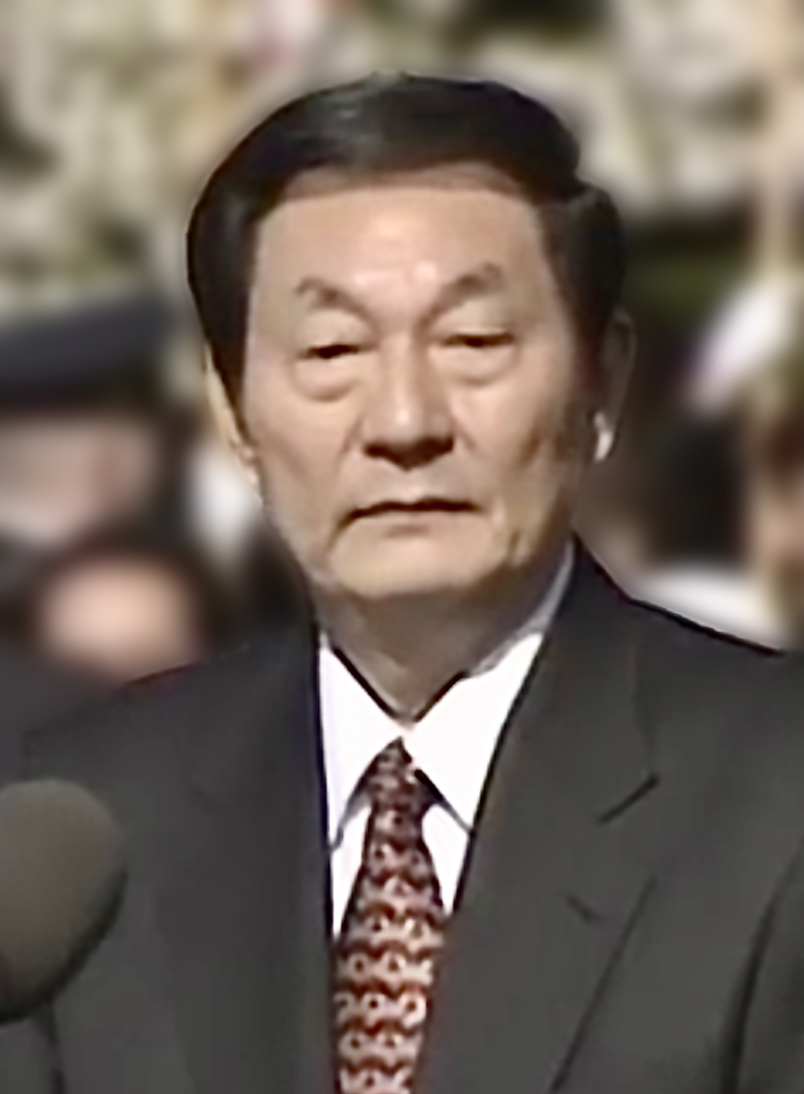
5ª — Zhu Rongji (mandato: 1998–2004)
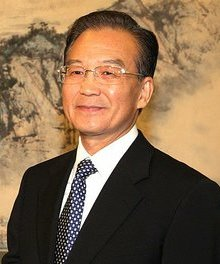
6ª — Wen Jiabao (mandato: 2004–2013)
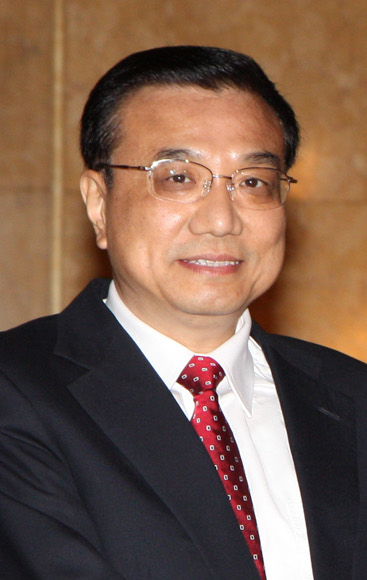
7ª — Li Keqiang (mandato: 2013–2023)
8ª — Li Qiang (mandato: 2023-)[10]